# Maximiliano Joseph von Tarnóczy
Maximiliano Joseph von Tarnóczy (Schwatz, 24 de outubro de 1806 - Salzburgo, 4 de abril de 1876) foi um cardeal austriaco do século XIX.

## Biografia
Nasceu em Schwatz em 24 de outubro de 1806. Filho mais velho de Franz Xaver von Tarnóczy (1756-1837), de origem húngara, secretário e bibliotecário da arquiduquesa Maria Isabel da Áustria, irmã do imperador José II, e de sua segunda esposa Katharina von Sprinzenberg (1776-1837), do Tirol. Recebeu o sacramento da confirmação, 5 de outubro de 1808.
Estudou no Ginásio de Innsbruck (humanidades); no Seminário de Salzburgo (teologia); e na Universidade de Viena, onde obteve o doutorado em teologia em 14 de maio de 1829. Recebeu as insígnias do caráter clerical e as ordens menores em 25 de novembro de 1824; o subdiaconado em 31 de agosto de 1828; e o diaconato em 7 de setembro de 1828.
Ordenado em 25 de outubro de 1829, Salzburgo. Na arquidiocese de Salzburgo, professor de teologia dogmática no liceu imperial-real, 19 de agosto de 1832; cânon de seu capítulo metropolitano de 1844.
Eleito arcebispo de Salzburgo em 17 de fevereiro de 1851. Foi proposto pelo cabido da catedral em 24 de outubro de 1850. Consagrado em 1º de junho de 1851, Salzburgo, pelo cardeal Frederico João de Schwarzenberg, arcebispo de Praga, auxiliado por Joseph Othmar von Rauscher, bispo de Seckau; por Anton Martin Slomšek, bispo de Lavant; por Johann Nepomuk von Tschiderer zu Gleitheim, bispo de Trento; e por Balthasar Schitter, bispo titular de Dulma, auxiliar de Salzburgo. Os arcebispos de Salzburgo têm o título de Primas Germaniæ desde 1648. Assistente do Trono Pontifício, 21 de abril de 1857. Participou do Concílio Vaticano I (1869-1870).
Criado cardeal sacerdote no consistório de 22 de dezembro de 1873; recebeu o título de Santa Maria em Ara Coeli, 4 de maio de 1874; aparentemente, ele nunca recebeu o chapéu vermelho.
Morreu em Salzburgo em 4 de abril de 1876. Exposto e enterrado na catedral metropolitana de Salzburgo 